# Massimiliano Martella
Massimiliano Martella (né le 24 janvier 1977 à Marino) est un coureur cycliste italien. 

## Palmarès
- 1998
  - Medaglia d'Oro Pietro Palmieri
  - Coppa AC Capannolese
  - 2e du Grand Prix de la ville d'Empoli
  - 3e de la Coppa Varignana
- 1999
  - Giro del Montalbano
- 2000
  - Giro delle Valli Aretine
  - Giro della Valsesia
  - Gran Premio Capodarco
  - 2e étape du Tour du Chablais
  - 5e étape du Tour de la Vallée d'Aoste
  - 2e du Tour du Chablais
  - 3e de Cirié-Pian della Mussa
  - 3e du Trophée international Bastianelli
- 2001
  - Trophée international Bastianelli
  - Tour de la province de Bielle
- 2002
  - Cronoscalata di Sorana
  - 3e de la Coppa Ciuffenna
  - 3e du Gran Premio Pretola
- 2005
  - 2e du Trophée international Bastianelli
  - 3e du Raiffeisen Grand Prix

## Classements mondiaux
| Année           | 2005 |
| --------------- | ---- |
| UCI Europe Tour | 391e |